# Forcipomyia venetiana
Forcipomyia venetiana är en tvåvingeart som först beskrevs av Jean-Jacques Kieffer 1919.  Forcipomyia venetiana ingår i släktet Forcipomyia och familjen svidknott. Inga underarter finns listade i Catalogue of Life.